# Алфонсо XIII
Алфонсо XIII де Бурбон (на испански: Alfonso XIII; * 17 май 1886, † 28 февруари 1941) е крал на Испания от деня на раждането си до 14 април 1931 г., но носи титлата до 15 януари 1941 г.

## Произход и възкачване на престола
Роден е на 17 май 1886 г. в Мадрид, Испания, като Алфонсо Леон Фернандо Мария Хайме Исидро Паскуал Антонио де Бурбон и Австрия-Лотарингия (на испански: Alfonso León Fernando Maria Jaime Isidro Pascual Antonio de Borbon y Austria-Lorena). Той е син на крал Алфонсо XII и Мария-Кристина Хабсбург-Австрийска.
Баща му крал Алфонсо XII умира на 25 ноември 1885 г., оставяйки съпругата си в напреднала бременност с третото им дете. Двойката вече има две дъщери, най-голямата от които, Мария-Мерседес, трябвало да бъде обявена за кралица на Испания. Испанското правителство обаче решава да не се избързва, а да се изчака овдовялата кралица да роди третото си дете и ако то не е момче, едва тогава да бъде провъзгласено възкачването на Мария-Мерседес на испанския престол.
Кралица Мария-Кристина ражда момче четири месеца след смъртта на Алфонсо XII. Новороденото е кръстено Алфонсо в памет на баща си и е обявено за крал на Испания още в деня на раждането си. За регент на малолетния Алфонсо XIII е назначена майка му, Мария-Кристина, която управлява от името на сина си до шестнадесетата му година.

## Крал на Испания
През 1902 г. 16-годишният Алфонсо XIII поема властта в свои ръце. Управлението му започва много добре. Френският вестник „Фигаро“ описва младия крал като „най-щастливият и най-обичаният от всички владетели на земята". Седмицата, в която Алфонсо XIII поема властта, е белязана с продължителни празненства, фестивали, кориди, балове и с посрещането на краля в цяла Испания.

### Брак с Виктория Евгения
През 1906 г. крал Алфонсо XIII се жени за английската принцеса Виктория Евгения Батенберг, внучка на кралица Виктория и племенница на българския княз Александър Батенберг. След брачната церемония в манастира „Сан Херонимо“ брачната процесия се отправя към кралския дворец, когато срещу кортежа на краля и съпругата му е извършен атентат. Анархистът Матю Морал хвърля бомба върху кралската карета, която едва не убива новата кралица. Виктория Евгения се спасява като по чудо, тъй като при взрива обръща глава, за да види църквата „Св. Мария“, която Алфонсо ѝ посочва.
Първоначално съпругата на Алфонсо XIII е изключително непопулярна сред испанците, но след като тя ражда първия им син и наследник на испанския престол, нещата се променят. При прерязването на пъпната връв на малкия Алфонсо лекарите откриват, че детето страда от хемофилия. Оказва се, че кралицата е носител на болестта, която измъчва потомците на кралица Виктория. Вторият им син – дон Хайме, получава инфекция като бебе,която го оставя глухоням. Нито една от дъщерите на Алфонсо XIII и Виктория Евгения обаче не се оказва носител на болестта.
След раждането на децата им отношенията между Алфонсо и Евгения се охлаждат. Кралят има редица извънбрачни връзки, сред които и с братовчедката на кралицата, британката Инфанта Беатрис Бурбон-Орлеанска.

### Външна и вътрешна политика
По време на управлението на Алфонсо XIII Испания губи контрола над последните си колонии в Америка и Тихия океан (Куба, Пуерто Рико и Филипините), води и печели една война с Мароко. Управлението му е белязано с икономически растеж, с раждането на поколението испански интелигенти от 1927 г. и завършва с военната диктатура на генерал Мигел Примо де Ривера, която струва короната на Алфонсо XIII.
По време на Първата световна война Алфонсо XIII обявява неутралитет на Испания поради роднинските си връзки с династиите на водещите страни от двата воюващи помежду си военно-политически блока. В кралския дворец в Мадрид Алфонсо XIII създава Дирекция за пленниците, която е инструмент на испанската дипломатическа и военна мрежа в чужбина за застъпничество и ходатайство в защита на хилядите военнопленници от двата воюващи лагера. Благодарение на неутралитета си в годините на конфликта и след него страната отбелязва значителен ръст в промишлеността и селското стопанство. Особено силен ръст на промишления капитал се наблюдава в Каталуния и Баския.
Алфонсо XIII е популяризатор на туризма в Испания. Проблемите около настаняването на десетките знатни гости за сватбата на краля стават причина за проектирането на луксозния хотел Палас в Мадрид. Алфонсо XIII подкрепя създаването на мрежа от луксозни хотели (Парадор), които отварят врати най-често в исторически сгради из цяла Испания.
Кралят е известен покровител на футбола в страната. Под неговия патронаж отварят врати няколко кралски футболни клуба – Реал Сосиедад, Реал Мадрид, Реал Бетис и Реал Унион.

### Диктатурата на Мигел Примо де Ривера
През 1923 г. крал Алфонсо XIII оказва активна подкрепа за установяване на диктатурата на генерал Мигел Примо де Ривера, която продължава до 1930 г. Диктатурата изостря противоречията в испанското общество. Под диктовката на генерала кралят издава актове, насочени срещу правата на работниците, както и такива, които закрепват зависимостта на селяните от едрите земевладелци. Със специален декрет е въведена смъртна присъда за националистическа и сепаратистка пропаганда. През това време политиката на Примо де Ривера е насочена към протекционизъм над испанската икономика, което засилва индустриалното развитие на страната, но изостря отношението между монархистите, зад които стоят едрите земевладелци, и диктатурата. Това създава напрежение между краля и Примо де Ривера, който подава оставка на 28 януари 1930 г., оставяйки след себе си разстроен бюрократичен апарат и недовършени икономически реформи.

### Оттегляне от престола
Подкрепата на короната за установяването на непопулярната диктатура нанася сериозен удар върху престижа на Алфонсо XIII и монархията, срещу които се обединяват републиканските политически сили. Те печелят мнозинство на общинските избори от 12 април 1931 г., проведени по предложение на самия Алфонсо XIII. Кралят ясно осъзнава антимонархическия триумф, в който се превръщат изборите от 12 април. На 14 април 1931 г. Алфонсо XIII, без официално да абдикира, напуска страната заедно със семейството си. Официалните обяснения на краля за тези му действия са, че не иска да оказва влияние върху поданиците си при избора на форма на държавно управление в насрочените за 29 юни 1931 г. избори за Учредително събрание. Всъщност кралят се надява, че доброволното му изгнание ще предизвика гражданска война между републиканци и националисти.

## В изгнание
Алфонсо XIII и семейството му пристигат във Франция, а малко по-късно се установяват в Рим, Италия. Тук кралят и съпругата му се разделят и Виктория Евгения се установява в Англия.
След избухването на Испанската гражданска война през 1936 г. Алфонсо XIII подкрепя военните на генерал Франсиско Франко в борбата им срещу републиканското правителство на Народния фронт. Надеждите на Алфонсо XIII, че победата на франкистите ще го върне на власт в Испания, не се оправдават. Генерал Франко ясно заявява, че националистите никога няма да приемат Алфонсо XIII отново за свой крал. Решаваща роля за тази позиция на франкистите изиграва подкрепата, която войските на карлисткия претендент за престола, Франсиско Ксавие де Бурбон, оказват на генерал Франко.
Алфонсо XIII подтиква сина си Хуан да замине за Испания, където да се присъедини към въстанието срещу републиката, за да обедини около себе си привържениците на баща си. Дон Хуан обаче е заловен близо до френската граница от генерал Мола и е екстрадиран от страната.
След провала на опитите да си върне властта, на 15 януари 1941 г. Алфонсо XIII официално оповестява отказа си от испанската корона в полза на сина си Дон Хуан, бащата на бившия испански крал Хуан Карлос I и дядо на настоящия – Фелипе VI.
Крал Алфонсо XIII умира в Рим на 28 февруари 1941 г. Испанското правителство обявява тридневен национален траур заради кончината на бившия монарх. Първоначално Алфонсо XIII е погребан в църквата „Санта Мария ди Монсерато“ в Рим. През януари 1980 г. останките му са преместени в кралската крипта на манастира „Ескориал“.

## Деца
Алфонсо XIII и Виктория Евгения Батенберг имат седем деца:
- Инфант Дон Алфонсо де Бурбон и Батенберг (1907 – 1938)
- Инфант Дон Хайме де Бурбон и Батенберг (1908 – 1975)
- Инфанта Доня Беатрис де Бурбон и Батенберг (1909 – 2002)
- Инфант Дон Фернандо де Бурбон и Батенберг (1910 – 1910)
- Инфанта Доня Мария Кристина де Бурбон и Батенберг (1911 – 1996)
- Инфант Дон Хуан де Бурбон и Батенберг (1913 – 1993)
- Инфант Дон Гонзало де Бурбон и Батенберг (1914 – 1934)

Алфонсо XIII има и няколко извънбрачни деца:
- Рожер дьо Вилмолин (1905 – 1980) от френската аристократка Мелани дьо Дортан
- Анна Мария Тереза Руиз Морагас (1925 – 1965) и Леандро Алфонсо Руиз Морагас де Бурбон (* 1929) от испанската актриса Кармен Руиз Морагас
- Хуана Алфонса Милан и Квинонес де Леон (* 1916) от Беатрис Нуун.

## Отличия
- Орден на Златното руно
- Орден „Карлос III“
- Орден „Сантяго“
- Орден „Калатрава“
- Орден „Алкантара“
- Орден „Монтеса“
- Орден на хризантемата